# Silhouettea capitlineata
Silhouettea capitlineata és una espècie de peix de la família dels gòbids i de l'ordre dels perciformes.

## Morfologia
- Els mascles poden assolir 1,6 cm de longitud total i les femelles 2,14.[4][5]

## Hàbitat
És un peix marí, de clima tropical i demersal.

## Distribució geogràfica
Es troba a les Illes Marshall.